# Bill Russell (Liedtexter)
Bill Russell (* 15. Juli 1949 in Deadwood, South Dakota) ist ein US-amerikanischer Musical-Texter.

## Künstlerische Laufbahn
Russell besuchte das Morningside College in Sioux City, Iowa und studierte dort zwei Jahre lang das Fach „Theater“. Nebenbei war er als Regisseur für Shows im Norden New Jerseys tätig, wo er auf Janet Hood traf, mit der er ein Rock-Musical im Stil des Hippie-Musicals Hair schrieb. „Sun, Son“, ein moderner Ikarus-Mythos wurde dann an der University of Kansas präsentiert und gewann den nationalen Wettbewerb BMI Inter-Varsity Show. Russell wurde Manager von Janet Hood und ihrer Freundin Linda Langford, die gemeinsam das Duo Jade & Sarsaparilla bildeten. Für sie textete er Songs, die einige Erfolge in Neuengland erzielten. Nebenbei bemühte er sich auch die Comedyformation Monteith & Rand bekannt zu machen. Sie traten 14 Jahre lang On- und Off-Broadway auf.
1980 schaffte Russell sein Off-Broadway-Debüt mit dem Buch und den Texten für die Fortune-Show. Die Musik schrieb Ronald Melrose. Die Show erreichte 241 Aufführungen im Actors Playhouse und schaffte es auch nach Rio de Janeiro. 1985 tat er sich mit dem Komponisten Albert Evans und dessen Co-Schreiber Frank Kelly zusammen und sie schrieben gemeinsam die Revue The Texas Chainsaw Musical. 1987 wurde das Musikstück Family Style, für das wiederum Janet Hood die Musik schrieb, im Minnesota Musical Theater Workshop aufgeführt. Zwei Jahre danach 1989 schrieb das Team dann zusammen den Liederzyklus Elegies For Angels, Punks and Raging Queens, der sich mit dem Thema AIDS und HIV beschäftigt.
1991 startete das Musical Pageant als Off-Broadway-Show und wurde ein Jahr lang gespielt. Neben Russell arbeiteten Frank Kelly als Autor und Albert Evans als Komponist. Es schaffte es nach Japan und holte, als es in London spielte, zwei Olivier Award Nominierungen. Mit der Musik von Henry Krieger konnte Russell dann im Jahr 1997 mit „Side Show“ sein Broadway-Debüt geben. Das von einer wahren Geschichte inspirierte Stück wurde mit zwei Nominierungen für den Tony Award belohnt („Bestes Buch“ und „Best Score“). Außerdem wurde es als „Bestes Musical“ nominiert und auch die Darstellerinnen der Hilton Schwestern, Alice Ripley und Emily Skinner, erhielten eine gemeinsame Nominierung als „Beste Schauspielerin“. Nach diesem Erfolg versuchten es Russell und Krieger mit einer exzentrischen Version der Geschichte des hässlichen Entleins. Fünfmal wurde eine große Produktion von „Everything's Ducky“ ab dem Jahr 2000 auf die Bühne gebracht. Das Buch schrieb Russell gemeinsam mit Jeffrey Hatcher. Das Stück konnte einige nationale Preise gewinnen. Kurz danach, im Jahr 2004, gab es aber eine veränderte Neuauflage mit dem Titel Lucky Duck. Diese Neuauflage wurde vom Tony-Award-Gewinner für Urinetown, John Rando, als Regisseur begleitet. Auch für „Kept“ arbeiteten Russell und Krieger zusammen. Das Musical spielt in und um das Studio 54. Weitere Stücke sind unter anderem das Musical „Up in the Air“ sowie den Opener für das „Christmas Spectacular“ in der Radio City Music Hall.

## Werke
- Call Me Madam, Off-Broadway, 1995, Adaptation
- Monteith & Rand, Broadway, 1979, Produktionsassistent, Bühnenmanager
- Almost Crazy, Komponist
- Elegies For Angels, Punks and Raging Queens, Buch und Texte
- Fourtune, Texte, Buch
- Kept, Liedtexte, Buch
- Lucky Duck, Liedtexte, Buch
- Pageant, Liedertexte, Buch
- Side Show, Liedertexte, Buch